# Мастный, Ондржей
Ондржей Мастный (чеш. Ondřej Mastný; родился 8 марта 2002 года, Тршебич, Чехия) — чешский футболист, вратарь клуба «Высочина».

## Клубная карьера
Ондржей Мастный родился в Тршебиче. Выступал за молодёжные составы клубов из своего родного города, Вельке-Мезиржичи, а также «Высочины». В 2017 году по рекомендации Людека Миклошко им заинтересовался «Манчестер Юнайтед». Ондржей прошёл просмотр, но, согласно правилам, клуб мог подписать Мастного только по достижении им шестнадцати лет. В 2018 году перешёл в академию, но получил травму и выбыл на полгода. В 2020 году начал привлекался к основной команде. 29 сентября дебютировал в Трофее АФЛ в матче против «Рочдейла». В этом матче Мастный отразил пенальти, сыграв на ноль по итогам основного времени. В серии пенальти отразил два удара игроков «Рочдейла».
30 января 2023 года на правах аренды перешёл в «Портадаун». Свой первый матч за клуб сыграл 4 февраля в кубке Северной Ирландии против футбольного клуба «Гленторан». Первый матч в чемпионате провёл против «Баллимена Юнайтед», где сделал «сухарь». Всего за клуб сыграл 10 матчей, где пропустил 21 мяч и провёл два матча на ноль.
С 27 июня по 4 июля проходил просмотр в «Телстаре». По его итогам клуб отказался от подписания Ондржея Мастного.
15 августа 2023 года перешёл в клуб «Высочина».

## Карьера в сборной
За сборные Чехии до 15, 16 и 18 лет сыграл 13 матчей. Из-за травмы не поехал на чемпионат Европы до 17 лет. За сборные Чехии до 19 и 20 лет сыграл два матча.

## Личная жизнь
По состоянию на 2020 год отучился три года в гимназии в Йиглаве.